# Asturia
Asturia (în spaniolă Principado de Asturias, în asturiană Principáu d'Asturies), în unele publicații find utilizate grafiile Asturii sau Asturias, este o comunitate autonomă în cadrul Regatului Spaniol, fostul Regat al Asturiilor din Evul Mediu. Se află pe coasta nordică, pe Marea Cantabrică.
Cele mai importante orașe sunt: capitala provinciei și a comunității, Oviedo (Uviéu), cel mai mare oraș și portul important, Gijón (Xixón) și centru industrial Avilés. Alte orașe ale provinciei sunt:  Mieres, Langreo (Llangréu) (cu La Felguera și Sama), Siero, Cangas de Onís (Cangues), Cangas del Narcea, Grado (Grau), Lena (Ḷḷena), Laviana (Llaviana), El Entrego (L'Entregu), Villaviciosa, Vegadeo (A Veiga) și Llanes.
Asturia se învecinează la est cu Cantabria, la sud cu Castilia și León, la vest cu Galicia și la nord cu Marea Cantabrică.